# Inspector (banda)
Inspector es una banda mexicana de rock y ska. Fundada en 1995 en Monterrey, integraron el auge del ska en México a finales de los años 90; saltaron a la fama en su país en 2001 con su disco Alma en Fuego, que incluyó los temas Amnesia y Amargo adiós.

## Historia
Inspector nació en 1995 en la ciudad de Monterrey, Nuevo León, México, por idea y visión de Jesús “Padrino” Arriaga, después de algunos cambios de elementos en la primera alineación y con la incursión de Homero Ontiveros en el teclado y Javier Sánchez “Big Javy”, en la voz. Inspector se encarriló en el camino para convertirse en la banda representativa del Ska en México en sus primeros tres discos.
Desde el inicio la banda optó por hacer música basada en el género jamaicano Ska y, su ramificación inglesa del Two Tone, pero siempre buscando conseguir un estilo propio. En 1998, precedido de una primera demo titulada “Misión Ska”, publicaron su primer disco completo, llamado “Blanco y Negro”, con el cual se posicionaron dentro de una escena nacional de ska que estaba creciendo. Este disco los ayudó a visitar ciudades como Guadalajara, San Luis Potosí, Saltillo y Ciudad de México. 
En 2001 grabaron “Alma en Fuego”, disco que publicaron de manera independiente con el sello MxM y en poco tiempo comenzó a sonar en estaciones de radio del país y a conocerse por el público. En el 2002, Universal Music relanzó el disco de forma que consiguió lograr disco de platino por sus altas ventas. El tema “Amargo Adiós” ocupó el primer lugar en las estaciones de radio y se convirtió junto a “Amnesia”, en parte del cancionero popular mexicano.
Con Universal Music lanzaron “Unidad, Cerveza y Ska” y “Amar o Morir”, dos discos donde Inspector comenzó a reafirmar un estilo propio y en el que se traza la línea de hacer un ska auténticamente mexicano. En este período crece la internacionalización del grupo al realizar su primera gira por Alemania y Canadá, logrando buena recepción por parte del público europeo y canadiense.
En el 2009, tras terminar su contrato con Universal Music, lanzaron de manera independiente su disco homónimo “Inspector”, grabado en la ciudad de Monterrey.
Después de cinco discos con canciones inéditas y miles de copias vendidas, seleccionaron una serie de canciones populares, de otros artistas, y que los habían influenciado musicalmente, para darle forma al disco “Ska a la Carta”, con estilo propio. El lanzamiento junto con el vídeo de los temas Me estoy enamorando y Osito dormilón, impulsaron el ritmo ascendente de la banda llegando incluso a un público que no estaba relacionado con el género. 
De su más reciente disco, Páginas en Blanco, se han desprendido tres sencillos: “Pánico”, “Pasa la vida” y “Convalenciente”.

## Formación
- Big Javy - voz
- Padrino - Saxo Tenor
- Homero - Teclado y coros
- Fabian Dee - Guitarra y coros
- Armando “Chapa” - Batería
- Honorio - Bajo
- Ruso - Trompeta
- Grillo - Trombón
- Alexis - Saxo Alto

## Demos
- Misión Ska (Demo) (1996).

1. Misión Ska.
2. Grito De Unión.
3. Araña Ska.
4. Deja Ya De Mentir.
5. Puedo Apostar (que esta noche no voy a perder).

- Ska Live! (Demo) (1997).

1. INTRO
2. Grito De Unión.
3. Pánico 911.
4. Blanco Y Negro.
5. Bailando Ska.
6. Misión Ska.
7. Deja Ya De Mentir .
8. Fiesta.
9. Araña Ska.
10. Guns Of Navarone.

## Discografía de estudio
- Blanco y Negro (1998)

- Alma en Fuego (2002)

- Unidad, Cerveza y Ska (2004)

- Amar o Morir (2006)

- Inspector (2009)

- Ska a la carta, vol. 1 (2012)

- Páginas en Blanco (2018)

- Serpientes y Escaleras (2023)

- Canciones de Amor, y un Remedio pa'l Corazón (2024)

## Discografía en vivo
- Inspección Retroacústica (2014)

## Videos musicales
- Araña
- Amnesia
- Amargo Adiós
- Cara de Chango
- Ska Voovee Boobie Baby
- El Dejado
- Osito dormilón
- Como Te Extraño
- Me estoy enamorando
- Pánico
- Convaleciente